# Walckenaerianus esyunini
Walckenaerianus esyunini är en spindelart som beskrevs av Andrei V. Tanasevitch 2004. Walckenaerianus esyunini ingår i släktet Walckenaerianus och familjen täckvävarspindlar. Inga underarter finns listade i Catalogue of Life.